# 老焱若
老焱若（1883年—1966年），名璟璜（又作璟熿），字焱若（又作炎若），男，广东顺德人，中国摄影家、工艺设计家、发明家，曾任中国摄影学会常务理事。

## 家庭
儿子老志诚。